# Schorpioenvisachtigen
Schorpioenvisachtigen (Scorpaeniformes) zijn een orde van de straalvinnigen. De orde komt ook onder de namen Scleroparei en Dactylopteriformes in de literatuur voor. Ze is nauw verwant aan de Perciformes en wordt daarin soms ook opgenomen.

## Taxonomie
Over de onderverdeling van de Schorpioenvisachtigen bestaat nog geen overeenstemming. Bij sommige auteurs worden bijvoorbeeld 26 families onderscheiden, terwijl anderen tot wel 37 families komen.
Hieronder de classificatie volgens FishBase en ter vergelijking die volgens ITIS
| - Onderorde Anoplopomatoidei - Anoplopomatidae (Koolvissen) - Onderorde Cottoidei - Superfamilie Cottoidea - Abyssocottidae (Diepwaterdonderpadden) - Agonidae (Harnasmannen) - Bathylutichthyidae - Comephoridae (Baikaldonderpadden) - Cottidae (Donderpadden) - Cottocomephoridae - Ereuniidae - Hemitripteridae - Icelidae - Psychrolutidae - Rhamphocottidae - Superfamilie Cyclopteroidea - Cyclopteridae (Snotolven) - Liparidae (Slakdolven) - Onderorde Dactylopteroidei - Dactylopteridae (Vliegende knorhanen) - Onderorde Hexagrammoidei - Hexagrammidae (Groenlingen) - Onderorde Normanichthyiodei - Normanichthyidae - Onderorde Platycephaloidei - Bembridae (Diepwaterplatkopvissen) - Hoplichthyidae - Parabembridae - Platycephalidae (Platkopvissen) - Onderorde Scorpaenoidei - Apistidae - Aploactinidae (Fluweelvissen) - Caracanthidae (Pelsbaarzen) - Congiopodidae - Eschmeyeridae - Gnathanacanthidae (Rode Fluweelvissen) - Neosebastidae - Pataecidae (Indianenvissen) - Peristediidae (Pantserponen) - Plectrogenidae - Scorpaenidae (Schorpioenvissen) - Sebastidae (Roodbaarzen) - Setarchidae - Synanceiidae (Steenvissen) - Tetrarogidae - Triglidae (Ponen) | - Onderorde Anoplopomatoidei - Familie Anoplopomatidae (Koolvissen) - Onderorde Cottoidei - Superfamilie Cottoidea - Familie Abyssocottidae (Diepwaterdonderpadden) - Familie Agonidae (Harnasmannen) - Familie Bathylutichthyidae - Familie Comephoridae (Baikaldonderpadden) - Familie Cottidae (Donderpadden) - Familie Ereuniidae - Familie Hemitripteridae - Familie Psychrolutidae - Familie Rhamphocottidae - Superfamilie Cyclopteroidea - Familie Cyclopteridae (Snotolven) - Familie Liparidae (Slakdolven) - Onderorde Dactylopteroidei - Familie Dactylopteridae (Vliegende knorhanen) - Onderorde Hexagrammoidei - Familie Hexagrammidae (Groenlingen) - Onderorde Normanichthyiodei - Familie Normanichthyidae - Onderorde Platycephaloidei - Familie Bembridae (Diepwaterplatkopvissen) - Familie Hoplichthyidae - Familie Platycephalidae (Platkopvissen) - Onderorde Scorpaenoidei - Familie Aploactinidae (Fluweelvissen) - Familie Caracanthidae (Pelsbaarzen) - Familie Congiopodidae - Familie Eschmeyeridae - Familie Gnathanacanthidae (Rode Fluweelvissen) - Familie Pataecidae (Indianenvissen) - Familie Scorpaenidae (Schorpioenvissen) - Familie Triglidae (Ponen) |